# Centre de coopération policière et douanière
Un Centre de coopération policière et douanière, abrégé CCPD et appelé également centre commun, est un organisme binational, ou plus, chargé de favoriser et de faciliter l'assistance, la coopération policière et l'échange de renseignements entre deux ou plusieurs pays voisins.

Les CCPD sont composés d'employés des forces de sécurité de deux (ou plusieurs) pays : policiers, gendarmes, douaniers.
De tels centres existent entre divers pays de l'espace Schengen, comme par exemple le centre italo-suisse de Chiasso ou le centre germano-polonais de Słubice.

## Histoire

### Accord de Schengen
Le chapitre Ier du Titre III de la Convention d'application de l'accord de Schengen, plus simplement Convention de Schengen (abrégé en CAAS), signée le 19 juin 1990, a instauré une coopération policière entre États membres, à la suite de la suppression programmée des frontières à l'intérieur de l'espace Schengen. Ce dernier a été institutionnalisé à l'échelle européenne par le traité d'Amsterdam du 2 octobre 1997.
L'article 39 de la CAAS, prévoit un échange d'informations entre services de police de deux États contractants, soit via les organismes centraux, soit directement. Cet article précise également que « dans les régions frontalières, la coopération peut être réglée par des arrangements entre les Ministres compétents des parties contractantes. »
Ainsi, plusieurs commissariats communs ont été créés : trois avec l'Allemagne, un avec l'Italie et un avec l'Espagne. Il s'agissait de structures d'échanges d'informations et de coordination, résultant d'un rapprochement des fonctionnaires chargés des contrôles frontaliers de personnes. Ainsi, le commissariat commun franco-italien a été créé le 6 octobre 1997 entre les seuls services de police des deux Etats.

### Accords binationaux conclus par la France
En ce qui concerne la France, plusieurs accords supplémentaires ont été signés avec les pays frontaliers. Ces accords règlent les modalités de la coopération directe et de l'échange de renseignements :
- Allemagne : accord de Mondorf-les-Bains, signé le 9 octobre 1997 [3]
- Belgique : accord de Tournai, signé le 5 mars 2001 [4]
- Espagne : traité de Blois, signé le 7 juillet 1998 [5]
- Italie : accord de Chambéry, signé le 3 octobre 1997 [6]
- Luxembourg : accord de Luxembourg, signé le 15 octobre 2001 et accord quadripartite du 24 octobre 2008 [7]
- Suisse : accord de Paris, signé le 9 octobre 2007 [8]

Ces accords ont officialisé l’existence des commissariats communs déjà existants et en ont créé d'autres. L'entrée en vigueur progressive de l'ensemble des dispositions de la CAAS a conduit le gouvernement français à mettre en place un modèle de convention de coopération transfrontalière en matière policière et douanière pour tous les pays limitrophes de la France.  Il prévoyait l'installation de centres de coopération policière et douanière, en lieu et place des commissariats communs là où il en existait. Ces CCPD, où policiers, gendarmes et douaniers exercent conjointement sont à la disposition des services chargés de missions de police et de douane.

### Depuis ces accords binationaux
La coopération transnationale a été renforcée et simplifiée par la transposition en droit français de la Décision-cadre du Conseil de l'Union Européenne du 18 décembre 2006, d'où découle la création par le législateur des articles 695-9-31 à 695-9-49 du code de procédure pénale.
Désormais, il est possible pour un policier, un gendarme ou un douanier français d'échanger des informations avec ses homologues d'un autre État membre de l'Union européenne ainsi que de la Suisse via trois canaux principaux :
- directement, de service d'enquête à service d'enquête ;
- via les centres de coopération policière et douanière ;
- via la Section centrale de coopération opérationnelle de police (SCCOPOL), qui est un service interministériel placé sous l'autorité du Directeur central de la police judiciaire et qui se trouve à Nanterre. C'est par la SCCOPOL qu'il faut passer pour pouvoir interroger Interpol, Europol, tout autre organisme de coopération policière international, les offices centraux français (comme l'OCLDI ou l'OCRTIS), ou les attachés de sécurité intérieure dans les ambassades.

## Les différents CCPD français

### Centre commun franco-allemand
L'accord de Mondorf-les-Bains régit la coopération policière et douanière entre la France et l'Allemagne.
L'article 1er de cet accord édicte que celui-ci s'applique :
- en France : aux services de police et de gendarmerie, ainsi qu'aux douanes, dans les départements frontaliers du Haut-Rhin, du Bas-Rhin et de la Moselle ;
- en Allemagne : 
  - aux autorités de police des Länder de Bade-Wurtemberg (dans les circonscriptions administratives et régionales de Fribourg-en-Brisgau et Karlsruhe), de Rhénanie-Palatinat (dans les districts des présidences de police de Rheinpfalz et de Westpfalz (de)) et de la  Sarre ;
  - au corps de protection des frontières (Bundesgrenzschutz , depuis la réforme de 2005 Bundespolizei) ;
  - à l'administration douanière.

Les articles 3 à 5, prévoient la création et l'installation de CCPD, qui se veulent « des services d'échange d'informations et de coordination entre les autorités des deux Parties contractantes et qui sont situés sur le territoire national de l'un ou de l'autre des deux États dans leurs zones frontalière. » 

Le centre franco-allemand de coopération policière et douanière est situé Hafenstraße 5 à Kehl en Allemagne, en bordure du Rhin, à proximité de Strasbourg.

En allemand il se nomme Gemeinsames Zentrum der deutsch-französischen Polizei - und Zollzusammenarbeit, abrégé GZ.
À sa création, il était situé à Offenbourg.
L'article 14 liste les domaines pour lesquels les échanges d'informations peuvent être effectués :
- identification des détenteurs de véhicules et des conducteurs ;
- demandes concernant des permis de conduire ;
- recherches d'adresses actuelles et de résidences ;
- identification de titulaires de lignes téléphoniques ;
- établissement de l'identité des personnes ;
- renseignements de police compris dans des fichiers informatisés ou autres documents des services de police ;
- renseignements de police relatifs à des affaires de stupéfiants ;
- informations lors d'observations transfrontalières (cas d'urgence) ;
- informations lors de poursuites transfrontalières ;
- préparation de plans et harmonisation de mesures de recherche ainsi que le déclenchement de recherches en urgence ;
- demandes concernant les circuits de vente, en particulier d'armes et de véhicules ;
- vérifications de la présence de traces matérielles.

### Centre commun franco-belge
L'accord de Tournai  régit la coopération policière et douanière entre la France et la Belgique.
L'article 1er de cet accord édicte que celui-ci s'applique :
- en France : à la police nationale, à la gendarmerie nationale et à la douane, compétents dans les départements frontaliers de l'Aisne, des Ardennes, de Meurthe-et-Moselle, de la Meuse, du Nord ;

L'accord de Tournai 2 régit la coopération policière et douanière entre la France et la Belgique[réf. nécessaire].
- en France : à la police nationale, à la gendarmerie nationale et à la douane, compétents dans les départements frontaliers du Pas de Calais, de la Somme, de la Marne, de la Moselle ;

- en Belgique : la police (locale et fédérale) et l'administration des douanes et accises, pour les provinces de la Flandre-occidentale, du Hainaut, de Namur et de Luxembourg.

Les articles 3 et 4, prévoient la création et l'installation de CCPD, dont le premier se trouvera à Tournai. À ce jour, le CCPD de Tournai est le seul centre commun franco-belge. Il est situé 19, rue du Maire à Tournai.
Sa mission est détaillée à l'article 5 de l'accord : « les CCPD sont à la disposition des services compétents dans la zone frontalière (...) en vue de favoriser le bon déroulement de la coopération transfrontalière en matière policière et douanière, et notamment de lutter contre l'immigration irrégulière, la délinquance transfrontalière et les trafics illicites, de prévenir les menaces à l'ordre public. »

### Centres communs franco-espagnols
Le traité de Blois  régit la coopération policière et douanière entre la France et l'Espagne.
L'article 1er de ce traité édicte que celui-ci s'applique :
- en France : à la police nationale, à la gendarmerie nationale et à la douane ;
- en Espagne : au Corps National de Police, à la Garde Civile et à tout autre service ou autorité de police préalablement désignés par le ministère de l'intérieur.

Contrairement à d'autres pays (Allemagne ou Belgique), il n'y a pas ici de limitation aux zones frontalières.
L'article 3 du traité prévoit la création des CCPD franco-espagnols. À ce jour il en existe 4 :
- CCPD de Canfranc-Somport, situé avenida de los Arañones n° 1 à Canfranc, dans la province espagnole de Huesca ;
- CCPD de Hendaye, situé 5, rue Joliot Curie à Hendaye, dans le département français des Pyrénées-Atlantiques ;
- CCPD du Perthus, située lieu-dit Les Perdiguères, commune de Le Perthus, dans le département français des Pyrénées-Orientales ;
- CCPD de Melles Pont du Roy, située lieu-dit Le Sérail à Melles, dans le département français de la Haute-Garonne.

Le 1er CCPD franco-espagnol, celui du Perthus, a été inauguré le 25 novembre 2002 
Leur mission est définie à l'article 5 du traité : « les CCPD sont à la disposition de l'ensemble des services chargés de missions de police et de douane en vue de favoriser le bon déroulement de la coopération transfrontalière en matière policière et douanière, et notamment de lutter contre l'immigration irrégulière, la délinquance frontalière, la prévention des menaces à l'ordre public et les trafics illicites. »

### Centres communs franco-italiens
L'accord de Chambéry  régit la coopération policière et douanière entre la France et l'Italie.
L'article 2 de cet accord édicte que celui-ci s'applique :
- en France : à la police nationale, à la gendarmerie nationale et à la douane ;
- en Italie : à la Police nationale, à l'Arme des Carabiniers, au corps de la Garde des finances et à la douane.

L'article 4 de l'accord prévoit la création des CCPD franco-italiens et l'article 5 prévoit leur installation : 
- CCPD de Modane, situé sur l'Autoport du Freney à Modane, dans le département français de la Savoie ;
- CCPD de Vintimille, situé à Vintimille (fraction Grimaldi) en Italie.

L'article 6 définit les missions des CCPD franco-italiens : « Aux fins de la prévention des menaces à l'ordre et à la sécurité publics, ainsi qu'en vue d'une lutte plus efficace contre la criminalité, notamment dans le domaine de l'immigration irrégulière et des trafics illicites (...). »

### Centre quadripartite (Allemagne, Belgique, France, Luxembourg)
Le CCPD de Luxembourg a été ouvert en 2003 et installé à Luxembourg-ville. En 2012, il a déménagé à la Direction Générale de la Police Grand-Ducale située Cité policière Grand-Duc Henri, route de Trêves à Findel

Deux structures distinctes cohabitaient au même endroit : le CCPD bilatéral franco-luxembourgeois (incluant la douane) et un bureau commun de coopération policière trilatéral germano-belgo-luxembourgeois (n'incluant pas la douane). L'accord quadripartite de 2008 avait pour objectif de fusionner ces entités et de leur donner une seule base juridique. Des policiers, gendarmes et douaniers français, belges et allemands sont représentés au côté des policiers luxembourgeois.

La zone d’action du CCPD de Luxembourg couvre :
- pour l'Allemagne : la totalité du Land de Sarre et, en Rhénanie-Palatinat, les districts des présidences de police de Rheinpfalz, de Westpfalz (de) et de Trèves ;
- pour la Belgique : les arrondissements judiciaires de Dinant, Arlon, Neufchâteau, Marche-en-Famenne et Eupen ;
- pour la France, les départements frontaliers de la Moselle, de Meurthe-et-Moselle, des Ardennes et de la Meuse ;
- pour le Grand-Duché de Luxembourg : la totalité du territoire.

Le rôle du CCPD est de :
- recueillir, analyser et échanger les informations nécessaires à la coopération en matière policière et douanière, y compris l'évaluation périodique commune de la situation frontalière ;
- faciliter la préparation et l’exécution des missions transfrontalières policières et douanières, en permettant autant que nécessaire la coordination des opérations.

### Centre commun franco-suisse
L'accord de Paris  régit la coopération policière et douanière entre la France et la Suisse.
L'article 1 de cet accord définit que celui-ci s'applique :
- en France : à la police nationale, à la gendarmerie nationale et à la douane et à certaines autorités judiciaires ;
- en Suisse :
  - aux autorités fédérales de police, d'immigration et de douane, au corps des gardes-frontière ;
  - aux polices cantonales ;
  - aux autorités judiciaires de la Confédération et des cantons ;
  - à l'Office fédéral des routes.

Le CCPD franco-suisse est situé à Meyrin 30, rue Henry-Claudius Forestier dans le canton de Genève en Suisse.